# Micha’il Nu’ajma
Micha’il Nu’ajma (arab. ميخائيل نعيمة, ur. 22 listopada 1889 w Libanie, zm. 1988 lub 1989) – arabski pisarz i krytyk literacki, przedstawiciel syryjsko-amerykańskiej szkoły emigracyjnej w literaturze arabskiej (tzw. mahdżar). Jeden z nielicznych pisarzy arabskich pozostających pod wyraźnym wpływem literatury rosyjskiej. Kształcił się w szkołach prowadzonych przez Rosjan w Libanie i Palestynie, w latach 1906–1911 studiował w Połtawie na Ukrainie. Z powodu udziału w tamtejszym strajku studenckim został czasowo wydalony ze szkoły, którą ukończył z opóźnieniem. W latach 1911–1931 przebywał w USA, gdzie studiował na University of Washington w Seattle, uzyskując dwukrotnie stopień magistra w 1916 roku. Na krótko przed zakończeniem I wojny światowej został wcielony do armii Stanów Zjednoczonych i wysłany na front we Francji. Wróciwszy do USA, zredagował kartę Związku Literackiego (arab. Ar-Rabita al-Kalamijja), stowarzyszenia literackiego założonego w 1920 r. w Nowym Jorku, i został jej sekretarzem. Po powrocie do Libanu w 1932 roku całkowicie poświęcił się pisaniu.
W swych utworach poruszał problematykę psychologiczną i społeczną. Tworzył szkice literackie, nowele, wspomnienia i dramaty. W pracach teoretycznoliterackich bronił wolności twórcy, m.in. możliwości odejścia od ograniczeń przez system metryczny w poezji.

## Dzieła
- Al-aba wa-al-banun [Ojcowie i synowie] (1917)
- szkice literackie Al-Ghirbal [Sito] (1923)
- Kitab Mirdad [Księga Mirdada] (wersja angielska 1948, wersja arabska 1952)
- trzytomowe wspomnienia pt. As-Sabun [Siedemdziesiątka] (1959/1960).